# Шарпланински езера
Шарпланинските езера (на македонска литературна норма: Шарпланински езера), наричани също Шарски очи, са езера в планината Шар, през която минава граница между Северна Македония и Косово.
В планината има 25 ледникови езера, разположени на надморска височина от 1820 до 2440 метра, освен тях има и  14 временни, пресъхващи през летния сезон. В това отношение Шар планина е на четвърто място на Балканския полуостров след Рила, Пирин и Карпатите. От тези общо 39 езера 27 са на територията на Северна Македония.
Най-голямото езеро в Шар планина, а и сред всички високопланински в Северна Македония, е Боговинското езеро. Площта му е близо 67 декара. Второ по големина в Шар е Църното езеро, с площ 33,5 декара, на трето място е Голем гьол (Караниколско езеро) с 27 декара водна площ. На косовска територия най-голямото езеро е Ливадишкото езеро (Щърбачко езеро), разположено под връх Ливадица – с площ от 21 декара то е четвърто по големина в Шар.
Най-дълбоко е Ливадишкото езеро – 7,30 m дълбочина.
Езерото, разположено на най-голяма надморска височина, е Горното Доброщко езеро – 2314 m н.в.

## Езера
- Бело езеро
- Боговинско езеро
- Гиноводно езеро
- Голем гьол (Караниколско езеро)
- Големо Деделбешко езеро
- Големо езеро. Понякога пресъхва. Нарича се Голямо поради това, че е съсед на по-малко.[4]
- Големо Яжинско езеро
- Горно Блатешко (временно езеро)
- Горно Врачанско езеро. Горното и Долното езеро са на превала между върховете Голема и Мала Враца.
- Горно Доброщко езеро
- Дефско езеро
- Долно Блатешко езеро (временно)
- Долно Врачанско езеро
- Долно Доброщко езеро
- Кривошийско езеро. Намира се в долината Крива Шия, над която е едноименния връх.
- Ливадишко (Щръбачко) езеро
- Мал гьол (Малко Караниколско езеро)
- Мало езеро
- Мало Деделбешко езеро
- Мало Яжинско езеро
- Църн вир
- Църн гьол (Скакалишко езеро)
- Църно езеро
- Челепински езера
- Шарски локви – малки езерца, които по дефиниция не могат да се приемат за езера. Броят им варира, но има поне 15-ина непресъхващи.
- Шутманско езеро

Има и няколко безименни езера, които са малки, но непресъхващи:
- Безименното езерце в Чаушичкия циркус в близост до Доброшките езера
- Малко езерце под връх Залина или Голем Сърт (2493 m н.в.)
- Постоянно езеро, безименно, между върховете Залина и Клеч (2414 m н.в.)